# تاماش مزئی
تاماش مزئی (مجاری: Mezei Tamás؛ زادهٔ ۱۴ سپتامبر ۱۹۹۰) بازیکن واترپلو اهل مجارستان است.
وی در مسابقات کشوری و بین‌المللی در مجموع برندهٔ ۱ مدال برنز شده‌است.